# 305 هـ
305 هـ هي سنة في التقويم الهجري امتدت مقابلةً في التقويم الميلادي بين سنتي 917 و918.

## مواليد
- أبو بكر الجصاص
- ابن جميع الصيداوي
- يحيى بن هذيل

## وفيات
- أبو موسى الحامض

- أحمد بن محمد بن أبي عبدة